# Thomas Herbert
Thomas Herbert (2 de novembro de 1606 - 1 de março de 1682) foi um historiador inglês, tendo atribuído o nome dodó[carece de fontes?] a um pássaro atualmente extinto.
Herbert nasceu em Yorkshire, e estudou no Trinity College e Jesus College.
Ainda jovem, tinha ligações com a embaixada da Pérsia, e mais tarde publicou um relato de suas viagens pelo Irã. Durante a guerra civil entrou para o Parlamento. Em 1678 publicou Threnodia Carolina, um livro que fala sobre os dois últimos anos da vida do rei Carlos I.